# إرنست ناش
إرنست نـاش (بالإنجليزية: Ernest Nash)‏ هو مصور أمريكي، ولد في 14 سبتمبر 1898 في Nowawes ‏ في ألمانيا، وتوفي في 17 مايو 1974.